# Марчанска епархија
Марчанска епархија је некадашња православне епархија која је у 17. вијеку након унијаћења постала источнокатолички викаријат. Израз је изведен од назива српског православног манастира у Марчи (данас Стара Марча) кад Иванић-Града у Хабзбуршкој монархији (данас Република Хрватска).
Манастир Марча био je oд краја 16. века духовни центар православних Срба на аустријској Славонској крајини као седиште православних епископа. Налазећи се у држави искључиво римокатолицизма, и епископи и манастирско братство и народ давали су отпор прозелитистичким настојањима загребачких бискупа и бечких власти. У том отпору Марча je много претрпела и коначно била припојена католицима, а православни су за ово подручје основали нову православну епархију, Лепавинско-северинску епархију, са седиштем у селу Северину. Њено оснивање представљало je организовани отпор Марчанској унији. Лепависнко-северинска епархија постала je у најтежем периоду историје српског народа и цркве у Загорју и Славонији. To je доба после 1671, кад су на катедру Марчанске епархије, која је окупљала све православне Србе од Мора до Дунава, насилно доведени унијати. У то доба, кад се нису бирала средства да се српском народу одузме православна вера, успело je тешком муком Српској цркви да у Вараждинском генералату установи ову Епархију са циљем да одбрани и очува православље и народна права. Док су јужни делови некада простране Марчанске епархије већ добили православне епископе (1712. Карловачко-сењска, 1713. Костајничко-зринопољска епархија), Вараждински генералат то није могао постићи, јер je, налазећи се у непосредној околини унијатима предане Марче, био први на реду за унијаћење. Требало je да прођу 63 године упорне борбе, Па да и Срби у овом Генералату добију 1734. своју, Лепавинско-северинску, епархију и свога епископа. Оснивањем ове Епархије није православни верски живот у овом крају више био обезглављен. Нова Епархија постаје организована снага у тешкој дефанзивној борби, у којој je православље сачувано благодарећи само њеном постојању.
Иако је српски православни епископ Симеон Вретања отпутовао у Рим 1611. и формално прихватио јурисдикцију папе над овом епархијом, српски епископи су све до 1670. и даље признавали јурисдикцију српске Пећке патријаршије и борили се против преобраћања које су покушавали римокатолички загребачки бискупи. Ова полу-унија опстала је до постављања Павла Зорчића за епископа 1670. године. Сви српски православни свештеници који су се противили унији су ухапшени и осуђена на доживотни затвор на Малти, гдје су и умрли. Епархија је временом постала гркокатоличка Крижевачка епархија.
Накратко је обновљена 1734. као Лепавинска, односно Северинска епархија, у саставу тадашње Београдско-карловачке митрополије. Коначно је укинута 1750. и од тада се њено подручје налазило у саставу сусједних српских епархија. Њена данашња насљедница је Митрополија загребачко-љубљанска, која је образована 1931. године. У спомен на стару Марчанску епархију, Српска православна црква је установила службу и наслов викарног „епископа марчанског”.

## Назив
Назив Марча је настало од оближњег брда Марча. Други називи који се користе за ову епархију су Вретанијска епархија и Ускочка епархија.

## Историја

### Позадина
Након што су Османлије заузеле Смедеревску тврђаву 1459. и с падом Босне под османску власт 1463, различите популације православаца доселиле су се у Срем, а до 1483. у средњу Славонију и Срем се доселило до 200.000 православаца. Почетком 16. вијека оснивају се насеља православног становништва и у тим областима. У првој половини 16. вијека Срби су населили османски дио Славоније, док су се у другој половини доселили и у аустријски дио. Манастир Лепавина је основан 1550. године. Православци који су населили Војну крајину са подручја Османског царства најчешће су називани Власима, док већина докумената наводи да Власи долазе „из Босне” или „из Турске”, односно Босанског пашалука, били су различитог етничког поријекла, најчешће Срби и од 1611. су стављени под гркакатоличког марчанског епископа. Села Мали Поганац и Велики Поганац су означена као влашка насеља по називу и потписом, а као влашка насеља се помињу од 1610. и Лепавина (Липавина) и манастир Марча. Крајем 16. вијека група српских православних свештеника подигла је на темељима (или близу њих) напуштеног и порушеног католичког манастира Свих Светих манастир посвећен Светом Арханђелу Гаврилу.

#### Вретанијска епархија
Неки научници су заступали став да је Марча, као епархија Пећке патријаршије, настала крајем 16. вијека (1578. или 1597). Ова теорија је коришћена као доказ дугогодишњег присуства Срба на сјеверној обали ријеке Саве.
Српски православни свештеници су основали манастир Марчу код Иванић-Града 1609. године. Исте године манастир постаје сједиште Вретанијске епархије. Епархија је била најзападнија епархија Пећке патријаршије. Име је добила по Вретанији (Вретанијски остров), која је била дио титуле српског патријарха. Први епископ био је Симеон Вретања, кога је патријарх Јован именовао 28. јуна 1609. епископом „западних страна [земаља]”, а од угарског краља Матије II добио је наслов епископ „свиднички”. Према историчару Алекси Ивићу, ово именовање уједно је и оснивање Вретанијске епархије.

### Успостављање источнокатоличке цркве
Под снажним притиском хрватског католичког свештенства и државних званичника да признају папину јурисдикцију и да становништва епархије преобрате у гркокатоличанство, Симеон Вретања посјећује папу Павла V 1611. и признаје његову јурисдикцију, а можда и Ферарско-фирентинску унију. Најјачи утицај на његову одлуку имао је Мартин Добровић, који је убиједио Симеона да призна папску јурисдикцију и прихвати источно католичанство.
Папа је новембра 1611. именовао Симеона за епископа Срба у Славонији, Хрватској и Угарској. Манастиру Марча је додијелио и све посједе која су некада припадала католичком манастиру Свих Светих. Папа Павле V је Симеону додијелио гркокатоличку епископску власт у Хрватској, Угарској, Славонији и Жумберку, што су потврдили надвојвода Фердинанд и загребачки бискуп Петар Петретић. Од „влашког” епископа Симеона, како су га називале власти из Беча, очекивало се да се на подручју војне крајине и Славонске војне крајине спроведе унија православних Влаха са Католичком црквом. Марча је 21. новембра 1611. установљена као епархија (бискупија) Источне католичке цркве, са око 60.000 вјерника.

### Период полууније (1611—1670)
Симеон је наставио да користе старословенски језик као литургијски, јулијански календар и одржава везу са Пећком патријаршијом.
Бенедикт Винковић је 1642. написао писмо цару Фердинанду III у којем га извјештава о „Власима” (православним Србима). Винковићеве дјелатности биле су уперене против марчанског епископа Максима Предојевића, кога је пријавио Светој конгрегацији за ширење вјере када је Предојевић одбио да подржи покатоличење становништва своје епархије. Винковић је намјеравао да смјени Предојевића и умјесто њега постави Рафаела Леваковића.
Краље је 1648. именовао Саву Станиславића за марчанског епископа, по жељи славонских Срба, иако је загребачки бискуп Петар Петретић предлагао другог кандидата. Овакав полуунијатски став Срба марчански епископи су задржали до 1670, када је на мјесто епископа постављен Павле Зорчић. Сви свештеници Марчанске епархије који су се противили унији су ухапшени и осуђена на доживотни затвор на Малти, гдје су и умрли. Гаврило Мијакић се потписивао као епискуп србских синов помилованем Божијим.

### Период уније (1670—1753)
Манастир Марча је до 19. новембра 1735. био сједиште гркокатоличких епископа када су православни граничари протјерали три посљедња гркокатоличка монаха. По пресуди бечких власти и одлуци да манастир припадне гркокатолицима, граничари су 28. јула 1739. спалили манастир Марчу. Око 17.000 српских ускока се 1754. побунило и знак подршке манастиру Марча, сједишту ускочке епархије. Манастир је напуштен, по налогу царице Марије Терезије, а манастирска ризница је опљачкана.

## Епископи

### Православни
- Симеон Вретања (1609—1630),
- Максим Предојевић (1630—1642),
- Гаврило Предојевић (1642—1644),
- Василије Предојевић (1644—1648),
- Сава Станиславић (1648—1661),
- Гаврило Мијакић (1661—1671).

Викарни епископи марчански
- Викентије Проданов (1936—1939),
- Емилијан Мариновић (1949—1951),
- Данило Крстић (1969—1988),
- Доситеј Мотика (1989—1991).
- Сава Бундало (2021—).

### Гркокатолички
- Павао Зорчић (1671—1685),
- Марко Зорчић (1685—1688),
- Исаија Поповић (1689—1699)
- Габријел Турчиновић (1700—1707),
- Гргур Југовић (1707—1709),
- Рафаел Марковић (1710—1726),
- Георг Вучинић (1727—1733),
- Силвестер Ивановић (1734—1735),
- Теофил Пашић (1738—1746),
- Габријел Палковић (1751—1758),
- Василије Божичковић (1759—1777).

## Напомена
1. ↑  Термин „Власи” је кориштен за Словене који су дијелили начин живота (као сточари) са романским народима (Власи); кориштен је за Србе који су се населили у Војној крајини.[8][9][10][11] Хрватска националистичка историографија (укључујући усташку пропаганду[12]) тврди да досељеници нису били Срби него Власи; да Срби из Хрватске нису Срби.[11] Све јужнословенске етничке групе имају романску компоненту, иако нема доказа да су сви или већина Срба у Хрватској били влашког поријекла.[12] „Раци” је био још један термин који се користио за Србе.